# ベラルーシ行政アカデミー
ベラルーシ行政アカデミー（ベラルーシ語: Акадэ́мiя кiрава́ння пры Прэзiдэ́нце Рэспу́блiкi Белару́сь、ロシア語: Акаде́мия управле́ния при Президе́нте Респу́блики Белару́сь、英語: Academy of Public Administration under the aegis of the President of the Republic of Belarus）は、ベラルーシの首都ミンスクにある国立アカデミー。
1995年に「大統領の保護」という形で国立化された。ベラルーシ語名・ロシア語名に「ベラルーシ共和国大統領営」、英語名に「ベラルーシ共和国大統領保護下」と訳せる部分が含まれているのはそのためである。

## 概要
ベラルーシ国内で最も教育水準の高い大学であり、将来の官僚を目標とし、経営学、リーダーシップ、マネジメント、軍事といった帝王学を学ぶことが出来る。現在までの卒業生は約40,000人で、国務大臣、裁判官、国会議員大企業社長、大学教授、医師と多岐に渡る。

### 学部
- 法学部
- 商学部
- 経済学部
- 情報資源管理学部
- 数学経済学部
- 哲学部
- 外国語学部
- 物理学部
- 医学部

### 研究所
- 人事管理研究所
- 公共サービス研究所
- 行政研究院

### センター
- 情報技術センター
- 国際協力センター
- 青少年育成センター
- カウンセリングセンター
- 印刷センター

## 沿革
- 1991年　設立
- 1995年　大統領の保護を受け国立大学化